# Димер
Ди́мер — селище Вишгородського району Київської області. Населення Димера — 6825 осіб (2001, у 1999 році — 6,3 тисяч осіб). Адміністративний центр Димерської селищної громади.

## Географія
Розташоване за 32 км від Києва та за 30 км від залізничної станції Немішаєве. Північною околицею селища тече річка Піхівка.

## Історія

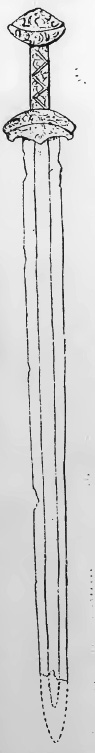
Меч часів Київської Русі із Димера

За археологічними даними, поселення на місці Димера виникло в часи Київської Русі, у Х—ХІІ століттях, про що свідчать близько 65-ти курганів У 1890 році тут було виявлено коштовний меч, що належав представникові військової еліти того часу. В цьому містечку були металургійні підприємства, на яких плавили болотяну руду й виробляли зброю. Відповідно над містечком Димер завжди стелилося багато димів. Звідси начебто й походить назва «Димер».
Місто Димер згадується у документах під 1582-м роком як володіння польської шляхти.
Населення містечка брало участь у козацьких повстаннях під проводом К. Косинського (1591–1593), С. Наливайка (1594–1596), овруцького полковника Децика (1665) та інших.
У 1676—1679 рр. згідно з Журавненським мирним договором між Річчю Посполитою та Османською імперією Димер став резиденцією гетьмана Правобережної України Остапа Гоголя. У ті часи місто було також центром Димерського староства (королівщина). У 1703 році, під час козацького повстання у Димерському замку отаборилося чимало поляків. Семен Палій взяв приступом замок та розбив поляків, а місто зруйнував. З тих пір Димер, як значне місто, вже не відродився.
Під час Коліївщини димерці брали активну участь у військових діях повстанців під керівництвом Івана Бондаренка.
У XIX столітті Димер був містечком, що від 1810 року утримувалося державною казною (казенне містечко). Деякий час тут розміщувався центр повіту. Був найбільшим поселенням Димерської волості.
З осені 1917 — у складі Української Народної Республіки. З 1920  - під російською більшовицькою окупацією.
Від 1932 року — у складі Київської області. Димер був адміністративним центром району в 1932–1973 роках. Від 1957 року Димер — селище.
Метричні книги, клірові відомості, сповідні розписи церкви св. Косми і Даміана м-ка Димер XVIII ст. — Київського полку Київської сотні, з 1796 р. Київського повіту та губернії, Димерської волості зберігаються в ЦДІАК України

### Російська окупація
24 лютого 2022 року незадовго до 05:00 за українським часом російський лідер Володимир Путін оголосив, що ухвалив рішення розпочати військове вторгнення в Україні. Перші літаки та ракети пролетіли над селищем 24 лютого близько 5:30 ранку.
Зранку 24 лютого були величезні черги в аптеках та магазинах. Опівдні повністю припинилося автобусне сполучення з навколишніми населеними пунктами, Вишгородом та Києвом. Протягом усього дня 24 лютого спостерігалася дуже висока активність російської тактичної авіації, що летіла у бік Гостомеля. В ніч з 24 на 25 лютого практично усі мешканці Димера спостерігали яскраві заграви та спалахи зі сторони Гостомеля, де точилися активні бойові дії.
О 7:30 ранку 25 лютого російські війська з латинською літерою V на бортах зайшли на територію Димера. Спочатку було доволі тихо, проте після обіду димерчани почули перші звуки боєзіткнень, які почалися північніше селища. Тоді ж почалися перші перебої з електропостачанням — на деяких вулицях іноді були стрибки напруги. Погіршилася робота системи водопостачання. 26 лютого о 10:20 у всіх мешканців селища зникло електропостачання. До вечора того ж дня повністю припинилося водопостачання. З благ цивілізації був лише газ. Селище знаходилося під контролем російських військ до кінця березня. Головна база росіян знаходилася на території підприємства «Вікналенд». Там росіяни утримували та катували викрадених місцевих мешканців. В ніч на 31 березня техніка з військовими ЗС РФ покинула Димер та навколишні села.
1 квітня 2022 року, підрозділами Збройних Сил України було відновлено контроль над Димером та іншими населеними пунктами — Демидів, Катюжанка, Литвинівка, Гаврилівка, Козаровичі, Глібівка, Ясногородка, Толокунь, Сухолуччя, Миколаївка.
Електропостачання в селищі було відновлено в середині-кінці квітня.20 квітня 2022 року повністю відновлено роботу системи централізованого водопостачання.

## Населення

### Мова
Розподіл населення за рідною мовою за даними перепису 2001 року:
| Мова                | Кількість | %     |
| ------------------- | --------- | ----- |
| українська          | 5582      | 95.96 |
| російська           | 207       | 3.56  |
| білоруська          | 23        | 0.40  |
| інші/не визначилися | 5         | 0.11  |
| Усього              | 2963      | 100   |

## Економіка
Крім сільськогосподарських підприємств і незначних виробництв харчової промисловості в Димері працює швейна фабрика ТОВ «Ярослав» (Колишня фабрика «Промінь» (вул. Соборна, 29). Промисловість представлена декількома підприємствами з обробки металу.
Також на території селища діяло підприємство «Вікналенд», що спеціалізувалося на виробництві віконного профілю. Працювало на території колишнього міжрайонного підприємства по ремонту сільськогосподарської техніки. Внаслідок російського вторгнення 2022 р. та окупації потужності заводу були зруйновані.

## Інфраструктура
В селищі є три автозаправні станції. Діє автобусний парк, що забезпечує сполучення зі столицею та навколишніми селами. З 2000 року навколо Димера будувалася об'їздна дорога, яка повинна була суттєво зменшити забрудненість та направити транзитний трафік в об'їзд селища. Наразі будівництво призупинено.
КП «Димерський комбінат комунальних підприємств» надає послуги із вивозу сміття, утримання багатоквартирних будинків і централізованого опалення, водопостачання та водовідведення в багатоквартирному і приватному секторі.
Впродовж 2010—2011 років компанією «Автомагістраль» оновлено покриття та зроблено тротуари на вулиці Революції, яка є найдовшою в селищі та з'єднує район з лікарнею, і в серпні 2012 повністю замінено покриття на автотрасі Київ-Овруч, що проходить через селище на ділянці від автопарку до будинку по вул Соборна(Леніна),79.2013 року також замінено покриття від цього будинку до повороту на село Козаровичі.
Щонеділі організовується ринок в районі селищного ставка.

## Пам'ять історії
На території селища, на центральній площі, у парку, на кладовищі, в околицях знаходяться братські могили. На стіні гімназії висить меморіальна табличка солдату.
До 430 річниці від першої літописної згадки територіальною громадою, за підтримки підприємців, настоятеля храму Кузьми і Дем'яна отця Богдана Токальського, на Поштовій площі Димера збудовано і відкрито 19 жовтня 2012 року «Курган пам'яті», який увіковічить всі знакові для краю події та історичні етапи розвитку селища, нагадуватиме про бойові подвиги земляків.

## Соціальна сфера: медицина та освіта
У селищі функціонувала КНП «Димерська районна лікарня» Вишгородської районної ради та підрозділ КНП «ЦПМСД» Вишгородської районної ради Димерська амбулаторія загальної практики сімейної медицини. У зв'язку з реорганізацією районних державних адміністрацій районів 4 січня 2022 дві медичні організації були об'єднані в одну — КНП «Димерську центральну селищну лікарню» Димерської селищної ради.
У Димері є 2 загальноосвітні навчальні заклади:
- Димерський ліцей № 1 (вул. Бударіна, 9);[12]
- Димерський ліцей № 2 (вул. Соборна, 21).[13]

## Культура
Культурна сфера Димера представлена такими закладами:
- Димерський будинок культури;
- Димерська дитяча музична школа;
- 2 бібліотеки.
- Центр творчості «Країна мрій»

При Димерській ДМШ функціонує ансамбль «Рідні наспіви».
При будинку культури функціонує фольклорний ансамбль «Стежина» та вокально-інструментальний ансамбль («Димеряне»).
Рок-культуру в межах та поза межами селища Димер представляє, напевно, найживіший місцевий гурт під назвою «Ковтнярі», який бере свій початок ще з кінця 90-х років.
На футбольній арені Димер представляє аматорський футбольний клуб «Темп».

## Архітектура
Офіційно пам'яток архітектури у Димері немає. Але у селищі є з десяток будівель зведених у XIX та на початку ХХ століть, які безперечно могли б вважатись пам'ятками. Це Димерська гімназія (1913), бібліотека (початок XX ст.), кілька адміністративних споруд початку XX століття, церква, що розташована у будинку початку XX століття.

## Відомі люди
Відомими уродженцями Димера є:
- історик-архівіст І. М. Каманін;
- Герой Радянського Союзу Д. Кваша;
- Луїс Барт Маєр (4 липня 1884) — відомий американський кінопродюсер та співзасновник кіностудії Metro-Goldwyn-Mayer, засновник Академії кінематографічних мистецтв і наук США, нагороди «Оскар»;
- Мезенцева Наталія Іванівна (25 травня 1966) — український соціальний та економічний географ, кандидат географічних наук, доцент Київського національного університету імені Тараса Шевченка;
- Провотар Олександр Іванович — український кібернетик, доктор фізико-математичних наук, професор, Лауреат Державної премії України в галузі науки і техніки (2003).
- Музичний гурт «Ковтнярі [Архівовано 16 червня 2014 у Wayback Machine.]».
- Герой Євромайдану Кіщук Володимир
- Гримальська (Стратієнко) Тамара Миколаївна[15] (23.09.1946) — артистка, педагог. Проф. (1996). Нар. арт. УРСР (1983). Орден княгині Ольги 3-го ступ. (2006). Закін. Київ. ін-т театр. мист-ва (1968; викл. Н. Новацька, О. Фомін), де від 1980 й працювала: від 1987 — доц. каф. сценіч. мови. Водночас від 1968 — у Нац. теле- та радіокомпаніях України; від 1995 — проф. каф. методики викладання укр. мови і літ-ри Нац. пед. ун-ту (Київ). Ведуча муз.-інформ. телепрограм «Сонячні кларнети», «Майстри гумору», «І тільки музика», «Зичимо щастя»; радіопрограм «Загадки мови», «Цікаве мовознавство», «Малі таємниці великого світу», «Від суботи до суботи», «А ми до вас в ранковий час»; твор. вечорів діячів культури і мист-ва, зокрема А. Демиденка, Б. Шарварка, О. Білаша, П. Майбороди, О. Білозір, М. Свидюка та ін.; презентацій, ювілеїв, конкурсів, фестивалів, зокрема «Пісенний вернісаж», «Золота осінь», «Київська весна», «Фуете „Артека“ ім. Ю. Григоровича».

У Димері в 1679 році помер Гетьман Правобережної України Остап Гоголь.
У 1949—1950-ті роки у Димерській музичній школі працював український бандурист Олексій Дзюбенко.
- похований Благовісний Віталій Павлович (1974—2015) — старший сержант Збройних сил України, учасник війни на Сході України.

### Димерські старости
- Каєтан Потоцький

## Галерея

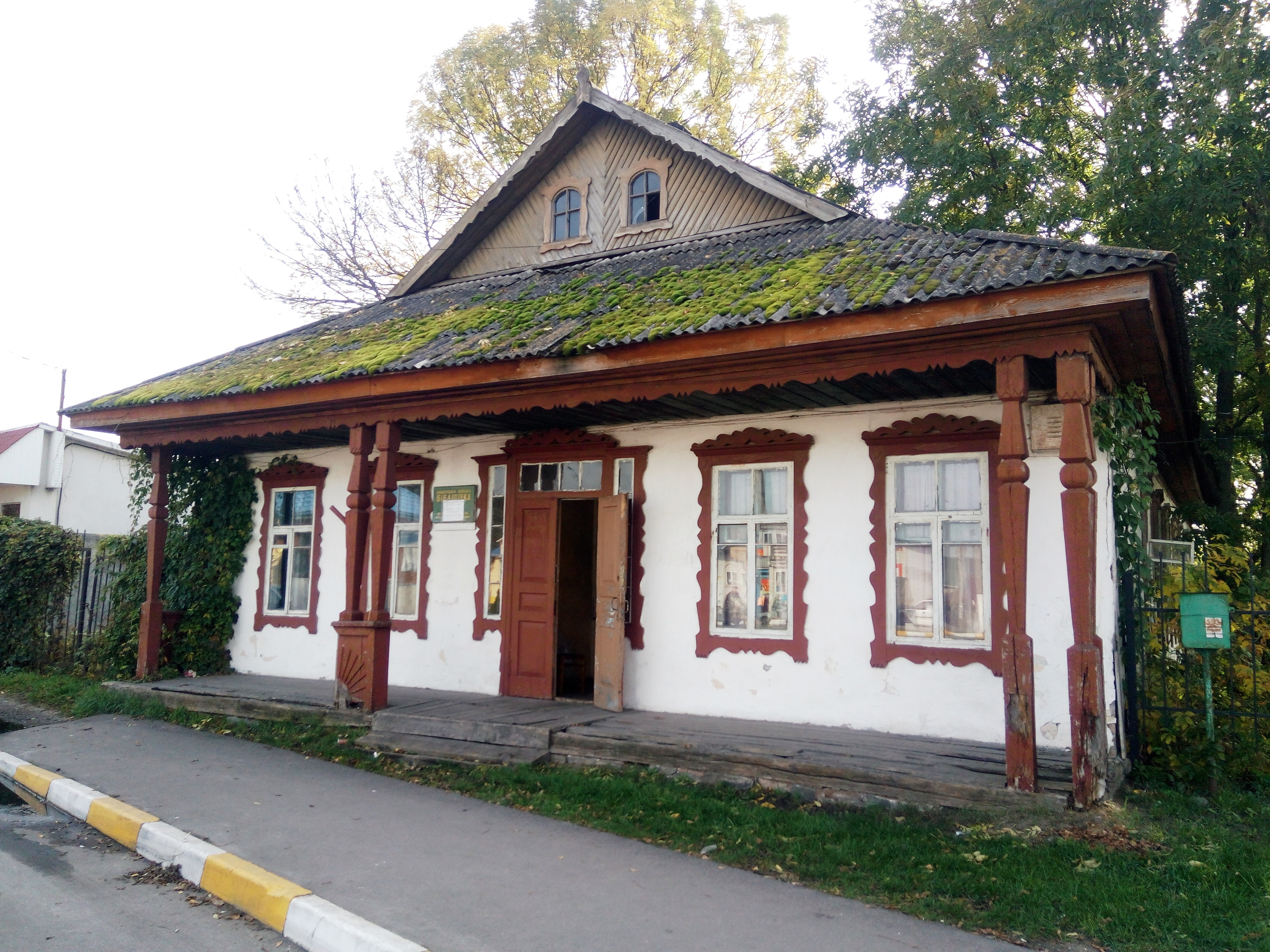
Бібліотека у будівлі початку XX століття
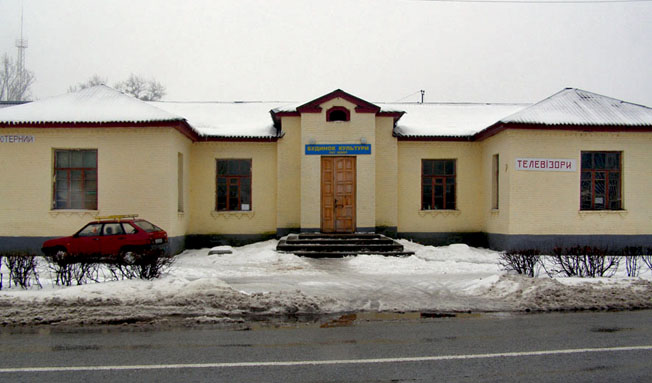
Димерський будинок культури
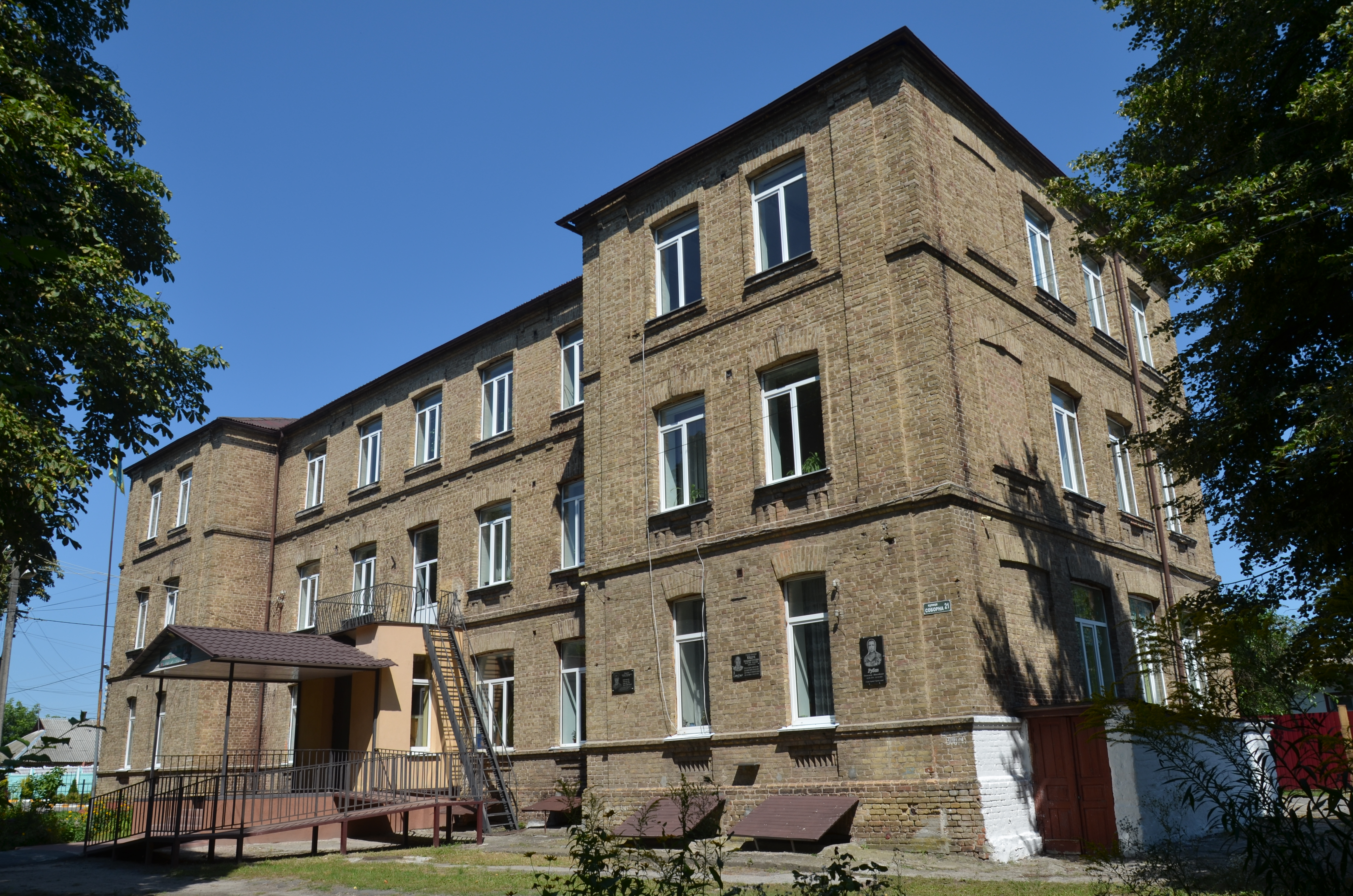
Димерський ліцей №2, вул. Соборна, 21
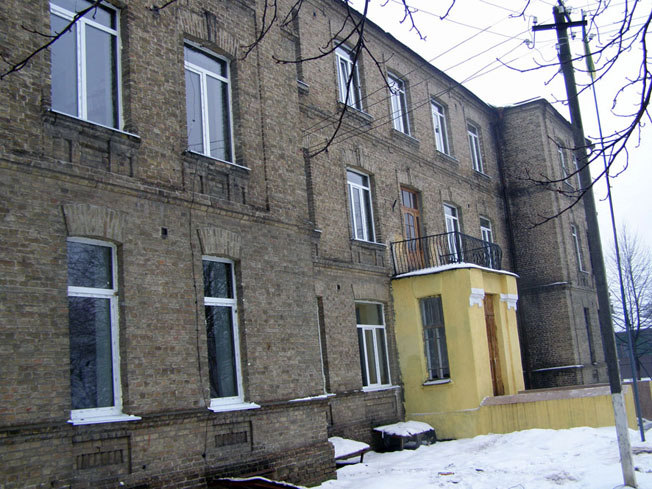
Димерський ліцей №2 (будинок 1913 року)
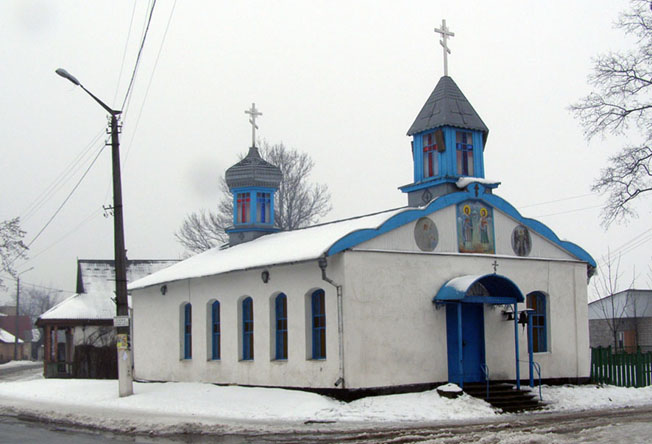
Нова церква, розташована у будинку початку XX століття
Пам'ятник «Димерцям — борцям за державність, віру і народ»
Пошта та пам'ятник димерцям
Братська могила на центральній площі Димера
Братська могила загиблих у 1943 році під час відвоювання Димера військами комуністичного режиму.
Меморіал загиблим визволителям Димера
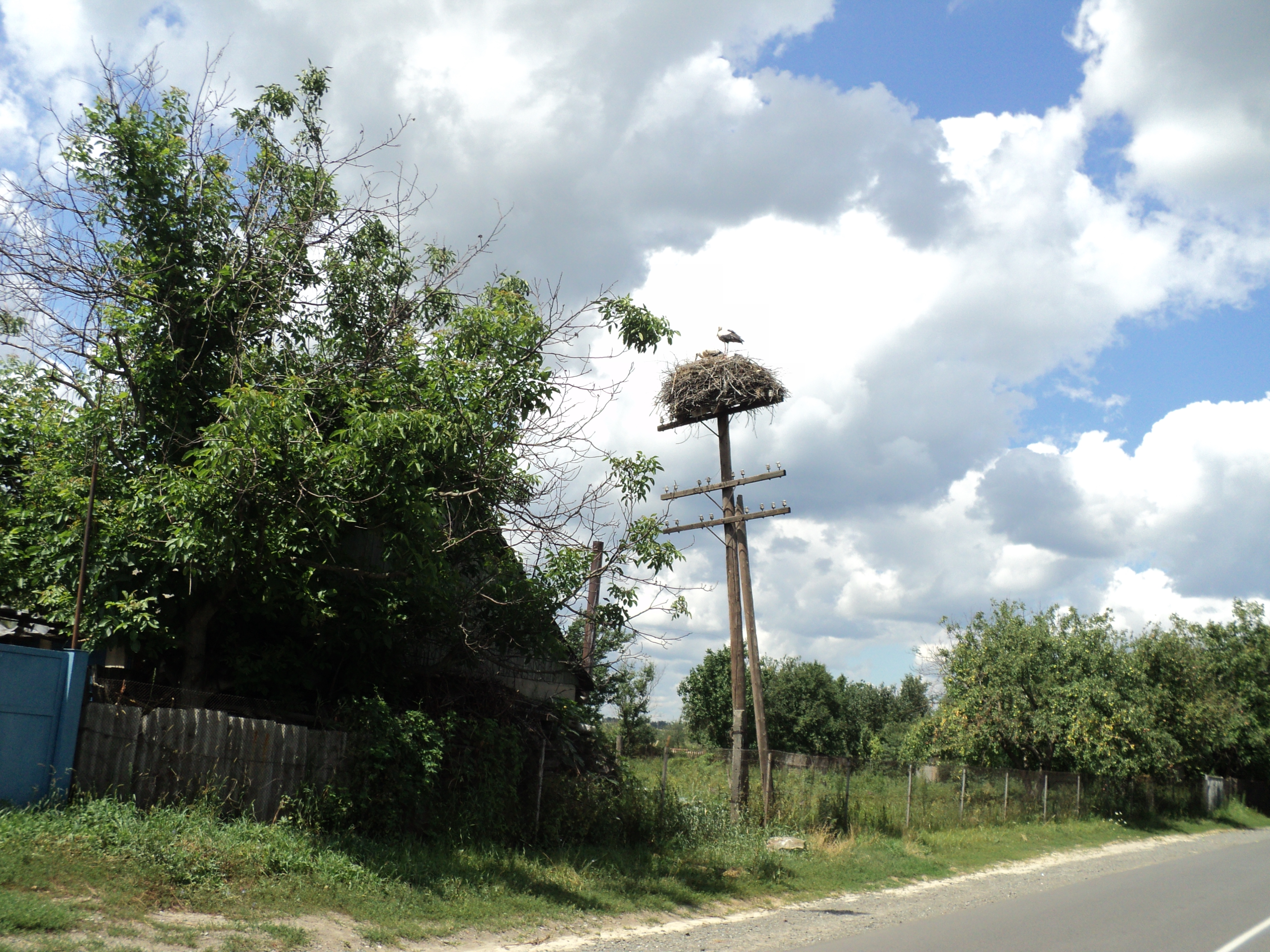
На вулиці Революції
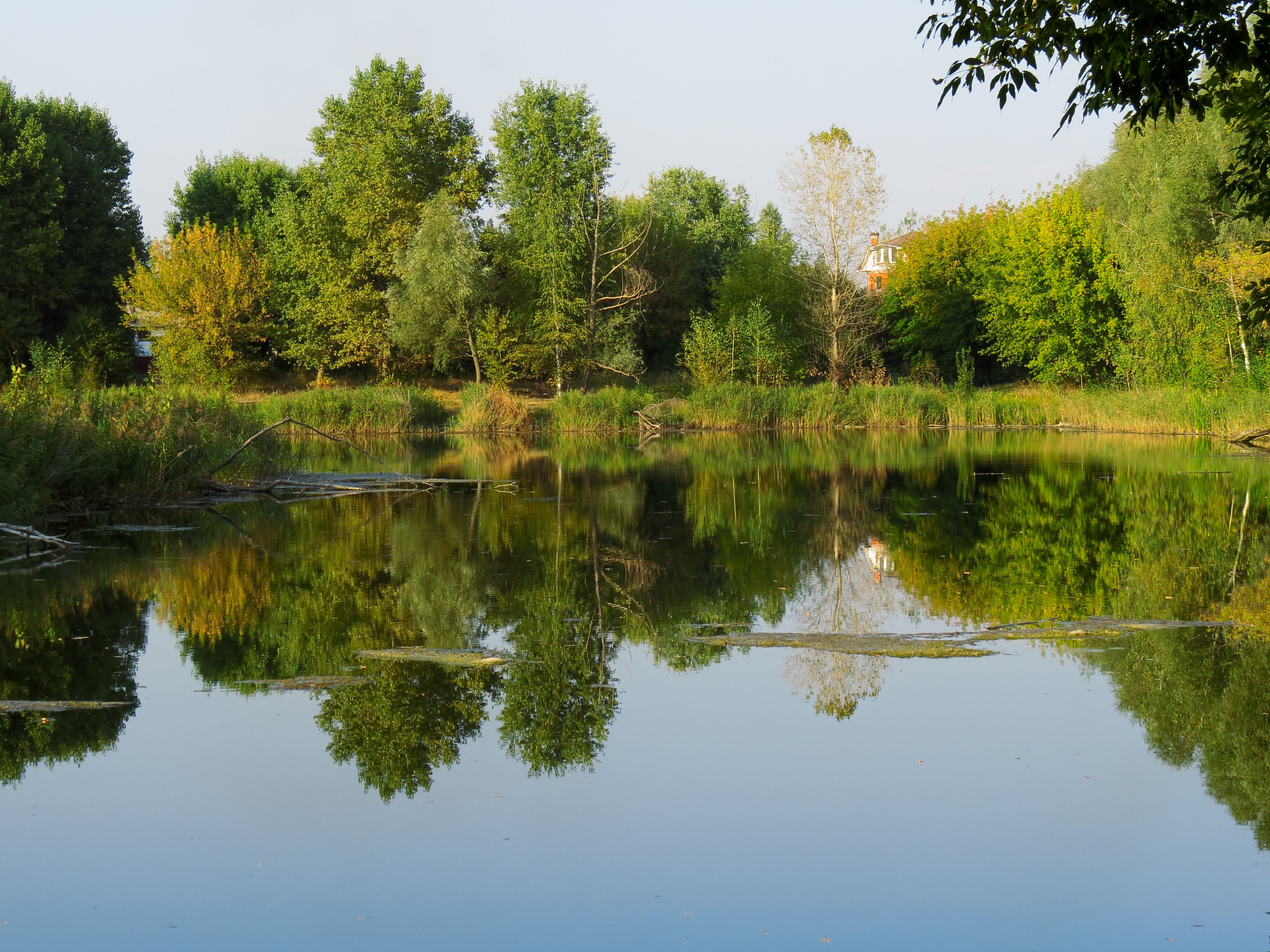
Став біля вул. Горького
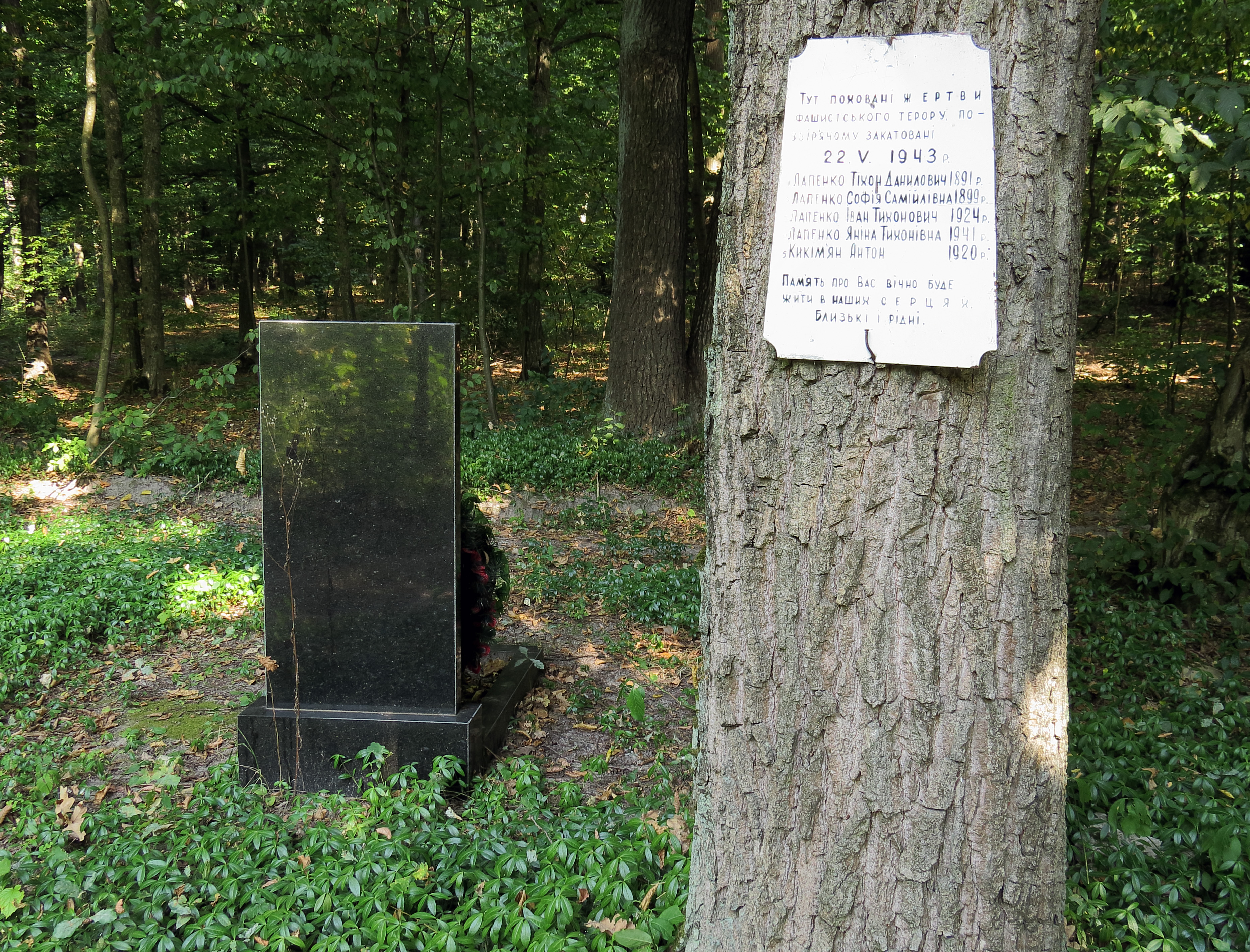
Могила жертв нацистського терору на вул. Революції
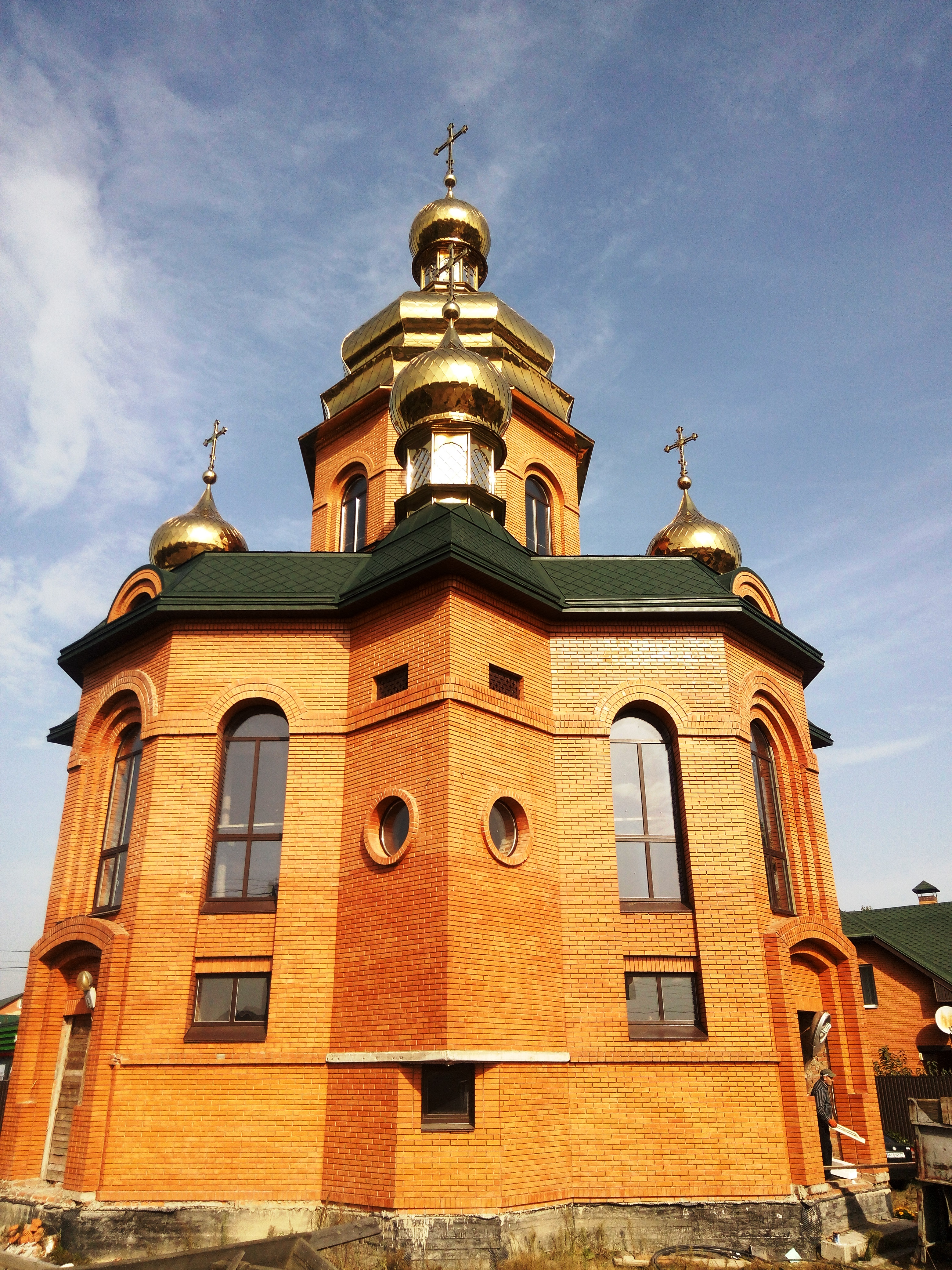
Будівництво нового храму, 2020